# Rotschnabelmöwe

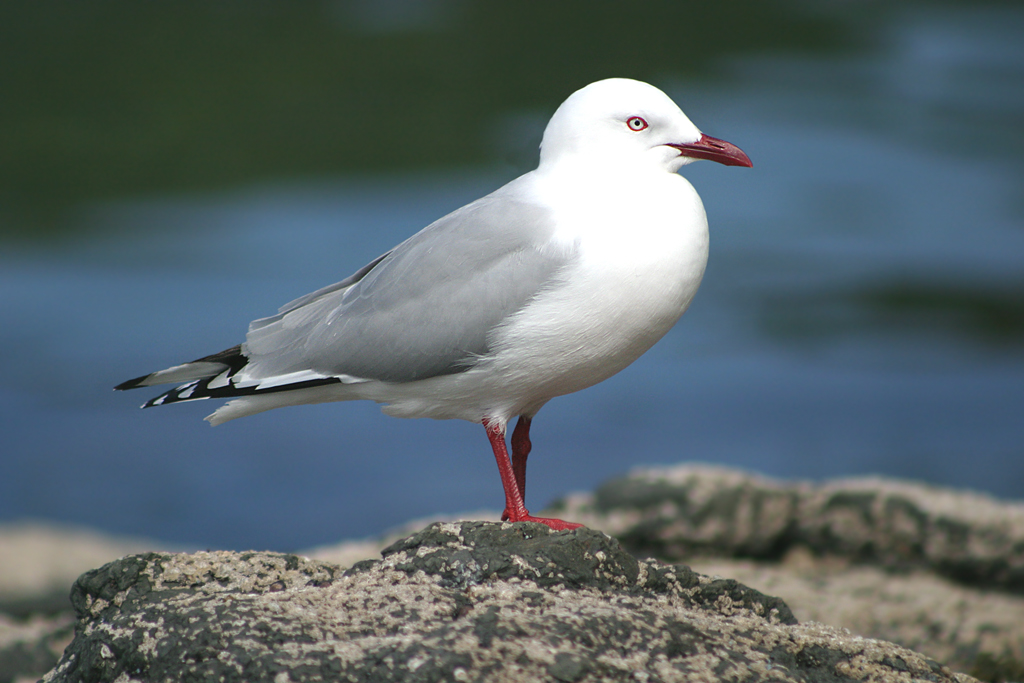
Adulte Rotschnabelmöwe

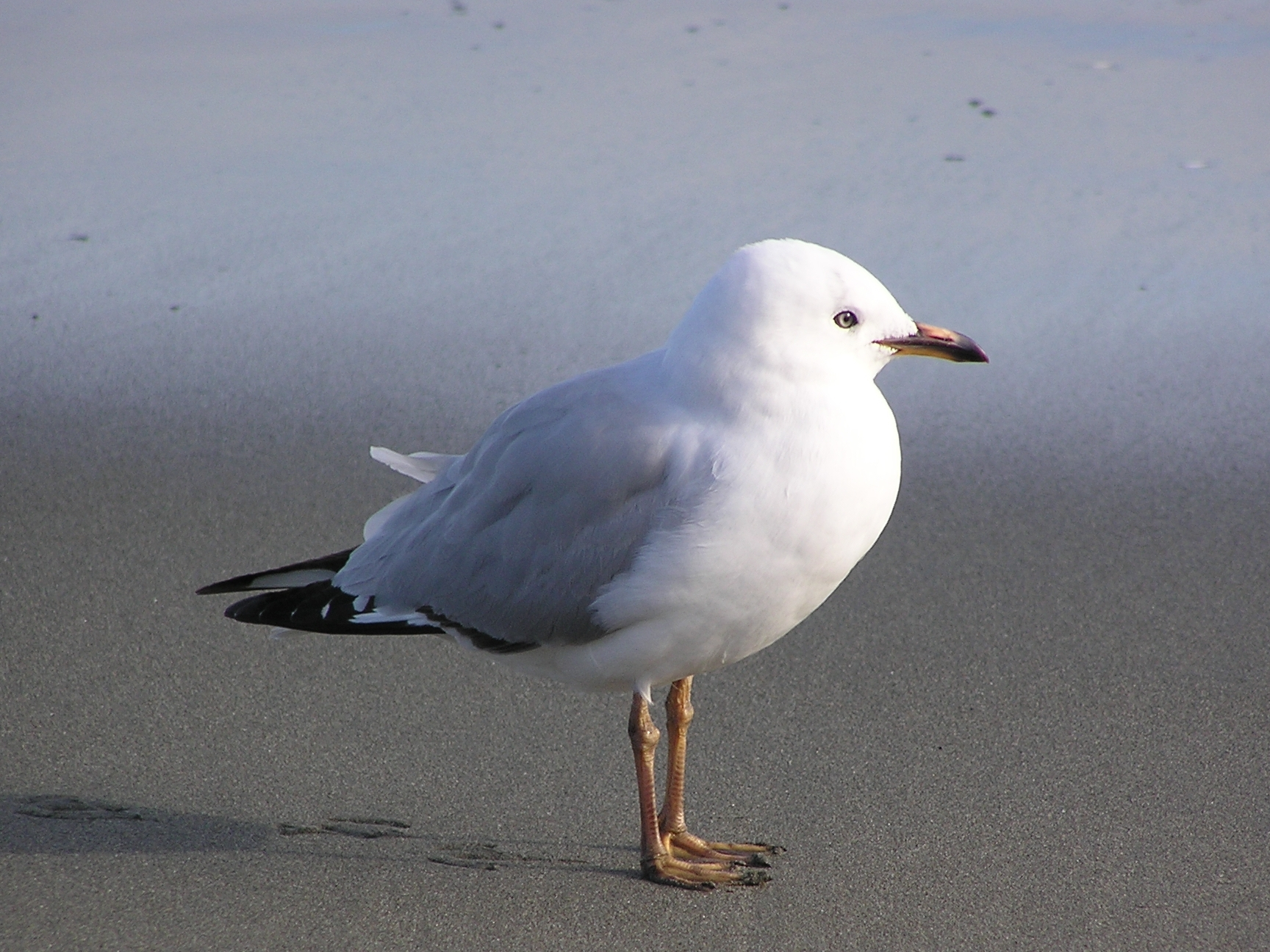
Immature Rotschnabelmöwe

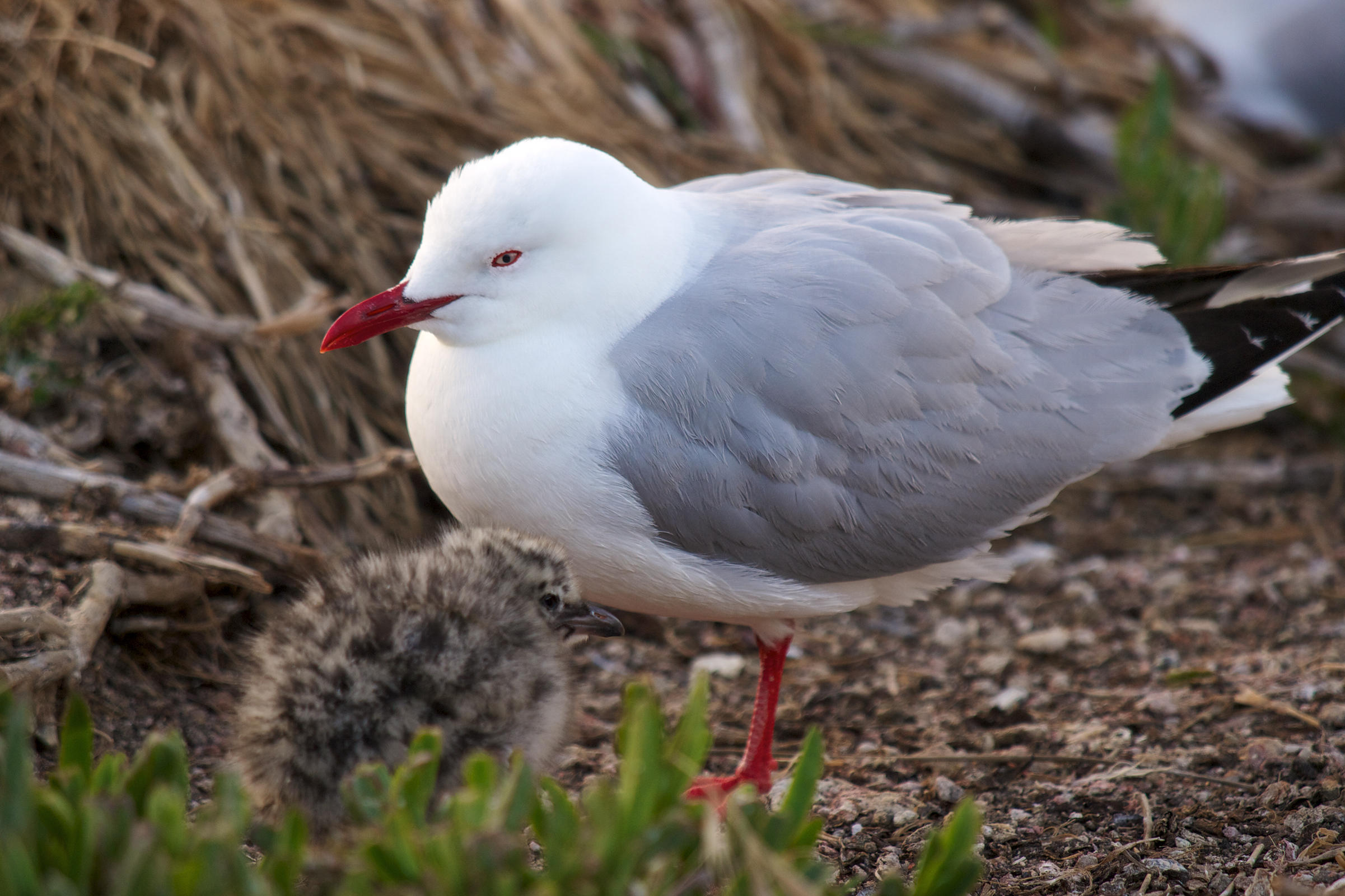
Adulte Möwe mit Küken

Die Rotschnabelmöwe (Chroicocephalus scopulinus, Syn.: Larus scopulinus) ist eine monotypische Möwenart, die in Neuseeland endemisch ist. Es handelt sich um eine mittelgroße, grau und weiß gezeichnete Möwe mit einer charakteristischen Zeichnung an den Flügelenden. Der Schnabel ist verhältnismäßig kurz und kräftig. Die Flügel sind breit mit gerundeten Enden. Die Art weist eine sehr große Ähnlichkeit mit der zur Fauna Australiens gehörenden Silberkopfmöwe auf. Das Verbreitungsgebiet der beiden Arten überschneidet sich jedoch lediglich in Gewässern rund um Tasmanien.

## Erscheinungsbild
Die Rotschnabelmöwe erreicht eine Körperlänge von 37 Zentimeter. Die Flügellänge beträgt 26,3 bis 28,9 Zentimeter und die Flügelspannweite 91 bis 96 Zentimeter. Das Gewicht beträgt 245 bis 360 Gramm. Weibchen sind tendenziell etwas kleiner als Männchen und haben einen kleineren Schnabel.
Adulte Rotschnabelmöwen haben einen weißen Kopf, einen weißen Schwanz und eine weiße Körperunterseite. Der Mantel und die Flügeldecken sind hellgrau. Die Schwingen sind überwiegend schwarz mit weißen Spitzen und einer weißen, diagonal verlaufenden Fleckzeichnung auf den mittleren Schwingen. Der Schnabel und die Beine sind leuchtend rot. Die Augen sind gelblich weiß mit einem schmalen roten Augenring. 
Jungvögel im ersten Jahr ähneln den adulten Vögeln sehr, haben aber eine auffällige bräunliche Fleckzeichnung auf den Flügeln. Ältere Jungvögel ähneln zunehmend den adulten Vögeln. Die Augen sind jedoch noch deutlich dunkler.

## Verbreitung und Bestand
Das Verbreitungsgebiet der Rotschnabelmöwe umfasst die Küsten und Seen Neuseelands. Sie kommt außerdem auf Inseln um Neuseeland vor. Dazu zählen die Snares Islands, Chatham Islands, Auckland Islands und die Insel Campbell Island mit ihren kleinen umgebenden Inseln. Der Bestand wird auf etwa 500.000 Paare geschätzt.

## Lebensweise
Rotschnabelmöwen leben während der Brutzeit überwiegend von Krill sowie von anderen Krustentieren, Regenwürmern, Insekten und kleinen Fischen. Außerhalb der Brutzeit fressen sie eine größere Bandbreite an Fischen und besuchen auch Müllkippen. Sie stehlen regelmäßig Nahrung von anderen Seevögeln und Watvögeln und fressen gelegentlich auch Beeren.
Rotschnabelmöwen gehen eine langfristige Paarbindung ein und kehren gewöhnlich zu ihrer Geburtskolonie zurück. Die Fortpflanzungszeit beginnt Anfang Juli. Die Eier werden gewöhnlich im Zeitraum September bis Dezember gelegt. Rotschnabelmöwen brüten gelegentlich in dicht gedrängten Kolonien, regelmäßig aber auch allein. Das Gelege besteht gewöhnlich aus zwei Eiern, die Gelegegröße variiert zwischen einem und fünf Eiern. Das Gelege wird 22 bis 26 Tage bebrütet. Die Küken sind nach 28 bis 35 Tagen flügge. 